# Felipe Gálvez Haberle
Felipe Gálvez Haberle (* 7. Dezember 1983 in Santiago de Chile) ist ein chilenischer Filmeditor, Drehbuchautor und Filmregisseur. Sein Spielfilmdebüt Colonos, eine internationale Produktion, wurde von Chile als Beitrag für die Oscarverleihung 2024 als bester Internationaler Film eingereicht.

## Leben
Felipe Gálvez Haberle wurde 1983 in Santiago de Chile geboren. Er schloss sein Studium an der Universidad del Cine ab, wo er als Filmeditor an mehreren Kurzfilmen mitwirkte. Später machte er einen Abschluss in Dokumentarfilm.
Gálvez Haberle drehte fünf Kurzfilme. Besonders hervorzuheben sind Silencio en la sala, der an mehreren internationalen Festivals teilnahm und 2009 den Bafici Best Short Film Award erhielt, und De lo primitivo, eine Videoperformance, die in Kunstgalerien und Kulturzentren ausgestellt wurde. Sein dritter Kurzfilm Rapaz wurde 2018 im Rahmen der Semaine de la Critique in Cannes gezeigt.
Sein Spielfilmdebüt Colonos feierte im Mai 2023 bei den Filmfestspielen in Cannes seine Premiere, wo der Film in der Reihe Un Certain Regard gezeigt und hier mit dem FIPRESCI-Preis ausgezeichnet wurde. Colonos wurde von Chile als Beitrag für die Oscarverleihung 2024 als bester Internationaler Film eingereicht.
Felipe Gálvez Haberle lebt und arbeitet seit einigen Jahren in Paris.

## Filmografie
als Regisseur und Drehbuchautor
- 2009: Silencio en la sala (Kurzfilm)
- 2011: Yo de aquí te estoy mirando (Kurzfilm, auch Schnitt)
- 2018: Rapaz (Kurzfilm)
- 2023: Colonos (Los Colonos)

als Filmeditor
- 2011: Zoológico
- 2012: Gleisdreieck (Kurzfilm)
- 2015: In the Grayscale
- 2016: La última tierra
- 2016: Nunca Vas a Estar Solo
- 2017: Princesita
- 2018: Marilyn
- 2021: El Gran Movimiento

## Auszeichnungen
Internationale Filmfestspiele von Cannes
- 2023: Nominierung in der Sektion Un Certain Regard (Colonos)
- 2023: Nominierung für die Caméra d’Or (Colonos)
- 2023: Auszeichnung mit dem FIPRESCI-Preis in der Sektion Un Certain Regard (Colonos)[8]

Internationales Filmfestival Warschau
- 2023: Auszeichnung mit dem Crème de la Crème Award (Colonos)[9]

Filmfest München
- 2023: Nominierung für den CineVision Award (Colonos)[1]

Reykjavik International Film Festival
- 2023: Nominierung für den Golden Puffin (Colonos)

São Paulo International Film Festival
- 2023: Nominierung im New Directors Competition (Colonos)[10]